# Craterul Pilot
Pilot crater este un crater de impact meteoritic în Teritoriile de Nordvest, Canada, la nord de granița cu Alberta și aproape de Fort Smith (54 km). 

## Date generale
Are 6 km în diametru și are vârsta estimată la 445 ± 2 milioane ani (Ordovician).
Craterul conține Lacul Pilot, un lac curat de apă dulce care are o suprafață de 43 km2 și 90 m adâncime.